# Aulnay-sous-Bois
Aulnay-sous-Bois je severovzhodno predmestje Pariza in občina v departmaju Seine-Saint-Denis osrednje francoske regije Île-de-France. Leta 2008 je imelo naselje 82.188 prebivalcev.

## Geografija
Aulnay-sous-Bois se nahaja na severu departmaja 19 km severovzhodno od središča Pariza, v bližini francoskega mednarodnega letališča Roissy-Charles-de-Gaulle.
Občina meji na severovzhodu na Villepinte, na vzhodu na Sevran, na jugovzhodu na Livry-Gargan, na jugu na Les Pavillons-sous-Bois, na jugozahodu na Bondy, na zahodu Le Blanc-Mesnil in na severozahodu na Gonesse (departma Val-d'Oise).

## Administracija
Aulnay-sous-Bois je sedež dveh kantonov:
- Kanton Aulnay-sous-Bois-Jug (južni del občine Aulnay-sous-Bois: 25.994 prebivalcev),
- Kanton Aulnay-sous-Bois-Sever (severni del občine Aulnay-sous-Bois: 55.194 prebivalcev).

Oba kantona sta sestavni del okrožja Le Raincy.

## Zgodovina
Ime naselja izhaja od srednjeveško latinske besede alnetum (jelšev gaj). Sedanje ime je občina dobila 5. januarja 1903 ob preimenovanju iz prvotnega Aulnay-lès-Bondy. "Bois" se nanaša na nekdanji Bondyjski gozd, ki je pokrival večino ozemlja severovzhodno od Pariza.
Aulnay-sous-Bois je bil v oktobru in novembru 2005 v središču pozornosti mednarodne javnosti kot eno od žarišč pouličnih izgredov v pariških predmestjih.